# Себастиан Самуелсон
Себастиан Самуелсон (на шведски: Sebastian Samuelsson; роден на 28 март 1997 г., Катринехолм) е шведски биатлонист, олимпийски шампион в щафетата 4х7,5 км и сребърен медалист в преследването на Зимни олимпийски игри 2018 в Пьонгчанг.

## Кариера
Заема първото място в преследването и второ в спринта на XII Европейски юношески Олимпийски зимен фестивал (ЕЮОФ)
Започва своята професионална кариера с участие за Купата на IBU през сезон 2015/16.
През сезон 2016/17 дебютира в етапи от Световната купа. В първото си спринтово състезание е 19-и, и така получава и първите си точки за Световната купа. По този начин получава право да участва в преследването, където заема достойното 20 място.
В преследването на Олимпийските игри през 2018 година, на 12 февруари 2018 година, Себастиан печели първия си значим медал, ставайки вицешампион и сребърен медалист.

## Успехи
Олимпийски игри:
- Шампион (1): 2018

### Олимпийски игри
| Олимпиада      | Индивидуално | Спринт | Преследване | Масов старт | Щафета | Смесена щафета |
| -------------- | ------------ | ------ | ----------- | ----------- | ------ | -------------- |
| 2018 Пьонгчанг | 4-то         | 14-о   | Сребро      | 23-то       | Злато  | -              |